# Draculie – der gruftstarke Vampir
Draculie – der gruftstarke Vampir (Originaltitel: Draculito, mon saigneur) ist eine französische Zeichentrickserie, die zwischen 1992 und 1993 produziert wurde. Die Geschichte basiert auf den Kinderbüchern von Martin Waddell.

## Handlung
Draculie hat Geburtstag und kann nun zu einem richtigen Vampir werden. Davor muss er allerdings eine Aufnahmeprüfung bestehen und wird dabei selbst kreativ.

## Produktion und Veröffentlichung
Die Serie wurde zwischen 1992 und 1993 in Frankreich produziert. Dabei sind 26 Folgen entstanden. Regie führte France-Hélène Joubaud und das Drehbuch schrieb France-Hélène Joubaud. Die Musik stammt von Andrew Dimitroff und Stephen C. Marston.
Die deutsche Erstausstrahlung erfolgte am 11. Oktober 2000 auf K-Toon. Weitere Ausstrahlungen erfolgten ebenfalls auf Junior.

## Episodenliste
| Nr. | deutscher Titel                                 | französischer Titel                    |
| 1   | Fliegen will gelernt sein                       | La Surprise De Little Drac             |
| 2   | Der erste Biss                                  | La Premiere Morsure De Little Drac     |
| 3   | Meister Knoblauchs großer Coup                  | La Malediction De L’epouvantable Smic  |
| 4   | Die Halloween-Nacht                             | L’halloween De Little Drac             |
| 5   | Vampirische Weihnacht                           | Le Reveillon Des Vampires              |
| 6   | Draculie auf Hawaii                             | Little Drac à La Hawaiienne            |
| 7   | Spätes Glück für Oma                            | Les Gamins A La Batte                  |
| 8   | Oma, die Rockerbraut                            | Les Mordus De La Moto                  |
| 9   | Igors verhängnisvolles Experiment               | La Lettre De Victime                   |
| 10  | Millicent in Gefahr                             | La Chambre De L’indicible Effroi       |
| 11  | Die Reise nach Tibet                            | Bagarre A L’ecole Des Goules           |
| 12  | Mitternachts-Schnäppchen                        | Vent De Folie A Minuit                 |
| 13  | Der Fernsehstar                                 | Little Drac Fait Du Cinema             |
| 14  | Das Pfadfinder-Wochenende                       | L’excursion Des Scouts Vampires        |
| 15  | Draculies größter Wunsch                        | Pas Si Petit Que ça Little Drac        |
| 16  | Die Schulaufführung                             | Little Drac Et La Gousse D’ail Magique |
| 17  | Beißen oder nicht beißen                        | Igor Prend La Porte                    |
| 18  | Die Strafpredigt                                | Voyage Dans L’infini                   |
| 19  | Onkel Brandan, der Seebär                       | Une Partie De Peche                    |
| 20  | Der Beißer des Monats                           | Une Chauve-souris A Deux Cerveaux      |
| 21  | Ein Leichenwagen gibt Vollgas                   | La Voiture Corbillard En Folie         |
| 22  | Ein Punker voll Adel                            | Le Cousin De Little Drac               |
| 23  | Die wundersame Verwandlung des Dr. Frankenstein | Mon Royaume Pour Un Cerveau            |
| 24  | Ein genialer Plan                               | L’anniversaire De Handy                |
| 25  | Eine Freundin für Draculie                      | Le Vampire D’a Cote                    |
| 26  | Papa wird ein Rock’n’Roller                     | Les Monstres Du Rock                   |